# Ensis arcuatus
Ensis arcuatus är en musselart som först beskrevs av John Gwyn Jeffreys 1865.  Ensis arcuatus ingår i släktet Ensis och familjen knivmusslor. Arten är reproducerande i Sverige. Inga underarter finns listade i Catalogue of Life.

## Bildgalleri

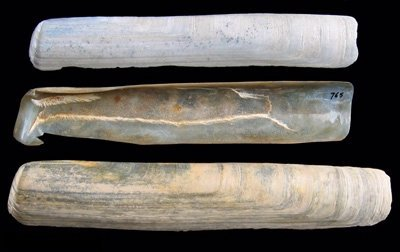